# Neunkirchen Challenger 1984
Il Neunkirchen Challenger 1984 è stato un torneo di tennis facente parte della categoria ATP Challenger Series nell'ambito dell'ATP Challenger Series 1984. Il torneo si è giocato a Neunkirchen in Germania dal 9 al 15 luglio 1984 su campi in terra rossa.

## Vincitori

### Singolare
Marián Vajda ha battuto in finale  Miloslav Lacek con il punteggio di 6–2, 7–5

### Doppio
Hans-Dieter Beutel /  Christoph Zipf hanno battuto in finale  Fischer /  Eric Jelen con il punteggio di 7–6, 7–5